# Нонивамид
Нонивамид, также называемый как ванилиламид пеларгоновой кислоты или ВАПК — органическое соединение и капсаициноид (вещество, по структуре схожее, но не идентичное капсаицину, имеются различия в фармакокинетике и в фармакотерапевтическом действии , ). Амид пеларгоновой кислоты (n-нонановой кислоты) и ванилиламина. Присутствует в перцах чили, но обычно производится синтетически. Нонивамид более термостабилен, чем капсаицин.
Другие названия:
- псевдокапсаицин
- ванилил-N-нониламид
- ванилиламид нониловой кислоты
- ванилиламид пеларгоновой кислоты (ВАПК)
- пеларгонил ванилиламид

## Применение
Нонивамид применяется вместе с никобоксилом в качестве активных веществ в мази под торговой маркой «Финалгон», которая используется для облегчения артрита и боли в мышцах. Маленькая капля мази наносится на кожу, быстро впитывается, вызывая тепло, и облегчает боль в течение нескольких часов.
Нонивамид используется в качестве пищевой добавки для добавления остроты к приправам, ароматизаторам и смесям специй. Он также используется в кондитерской промышленности для создания ощущения остроты, и в фармацевтической промышленности как дешёвая альтернатива капсаицину.
Как и капсаицин, он может отпугивать млекопитающих (но не птиц или насекомых, которые, кажется, невосприимчивы к нему) от вредителей растений или семян. Это согласуется с ролью нонивамида в качестве агониста ионных каналов TRPV1. TRPV1 млекопитающих активируется под действием тепла и капсаицина, но птицы нечувствительны к капсаицину.
Нонивамид используется (под названием ВАПК) в качестве полезной нагрузки в «снаряжении нелетального действия», такое как FN 303 компании FN Herstal, или в качестве активного ингредиента в большинстве перцовых баллончиков — оба применения заключаются в том, чтобы временно вывести из строя людей, которые либо могут быть задержаны, либо воздержатся от актов насилия по отношению к правоохранительным органам или третьим лицам (например, беспорядки или другие ситуации/группы насилия).
Занимает пятое место по шкале жгучести Сковилла с 9.200.000 ЕШС.